# Terfeziaceae
Las Terfeziaceae,  criadillas de tierra, turmas de tierra o trufas del desierto, son unos hongos pertenecientes a los ascomicetos. Presentan una relación simbiótica micorrícica normalmente con las raíces de arbustos, en particular del género Helianthemum. Se suelen encontrar en áreas áridas y semiáridas de la región mediterránea, África del Norte y el Medio Oriente, donde viven ectomicorrizalmente asociadas con especies vegetales del género Helianthemum y otras plantas ectomicorrícicas como Cistus, Avena, y Pinus. El grupo tiene tres géneros, Terfezia, Tirmania, y Mattirolomyces. Tienen pocos centímetros y suelen pesar de 30 a 300 g (1-10 oz).

## Descripción y clasificación
Los ascomas son grandes, más o menos esféricos a turbinados, de pared gruesa, sólida; los ascos están arreglados en venas marmoleadas entremezcladas con tejido estéril. Los ascos son cilíndricos a esféricos, indehiscentes (no se abren al madurar), y algunas veces se tiñen de azul con iodo. Las ascosporas son hialinas a marrón pálido, esféricas, uninucleadas.

## Hábitat y ecología
Las trufas del desierto, tal como su nombre sugiere crecen predominantemente en las regiones desérticas y áridas. Se han encontrado en zonas áridas y semiáridas del desierto de Kalahari, la cuenca mediterránea, Irak, Kuwait, el Sahara, Arabia Saudita, Hungría, la región de los Balcanes, España y China.[2] Popularmente se dice que estas trufas crecen donde los rayos golpean la arena del desierto.

## Culinarias e importancia comercial
Las trufas del desierto no tienen el mismo sabor que las del género Tuber y tienden a ser más comunes. No tienen el mismo uso culinario, mientras que las trufas Tuber se usan como una especia, para dar sabor a los alimentos, incluso en forma de ralladuras de trufa, las trufas del desierto tienen un sabor y un aroma más similares a los de cualquier otro hongo comestible. Su cotización no es tan elevada como las Tuber. Mientras las trufas de bosque suelen pagarse unos 100 dólares americanos por kilo, y las trufas italianas pueden venderse hasta por 2200 dólares el kilo, las trufas del desierto han sido vendidas a 200 dólares el kilo (precios de 2002).
En la mitad sur de la península ibérica es habitual su recolección para su uso culinario. Reciben allí el nombre de "criadillas (de tierra)" o "turmas (de tierra)". El nombre de "creïlles" que reciben las patatas en valenciano es debido a su similitud con las criadillas (al igual que en occitano las patatas son llamadas trufas en muchas variedades de esa lengua).

## Nombres vernáculos
- Marruecos: terfez
- Egipto (beduinos del Desierto del Oeste): terfas
- Kuwait: fagga
- Arabia: faq'h
- Siria (árabe clásico): kamaa
- Irak: kamaa, (o kima o chima, según dialectos)
- Omán: faqah o zubaydi
- España (sur): criadilla, turma o trufa
- Islas Canarias Nacidas o papas crías
- Turquía: domalan, keme, tombalak, topalak, geme, kumi (el nombre cambia en cada provincia)

En Arabia saudita, hay dos variedades: khalasi (ovales con piel negra, e interior rosa marfil), y zubaidi (todo color crema, más caros.

## Especies
- Terfezia arenaria
- Terfezia boudieri
- Terfezia claveryi
- Terfezia leptoderma
- Terfezia terfezioides (Mattirolomyces terfezioides)
- Tirmania nivea
- Tirmania pinoyi